# Witold Bayer

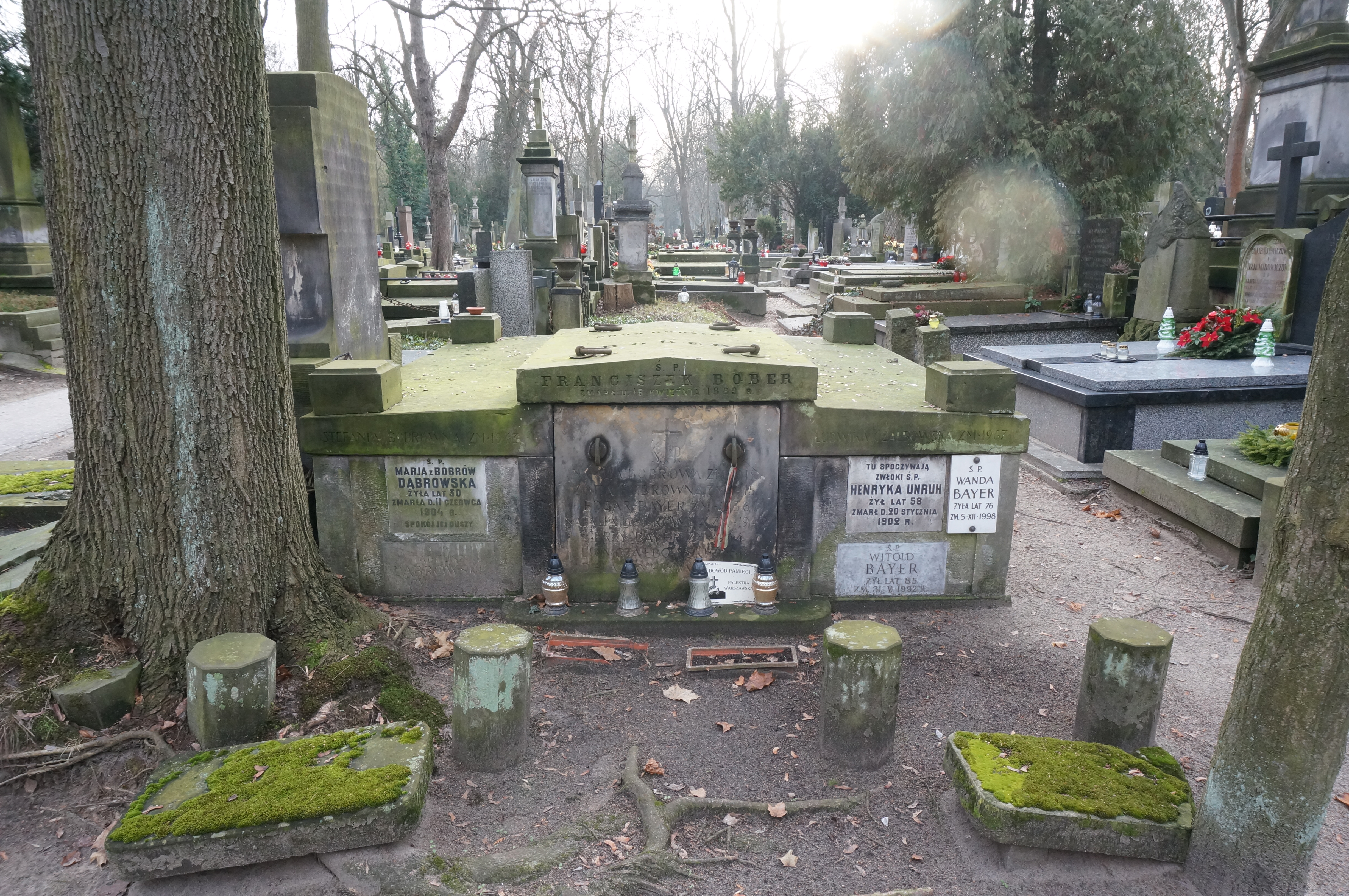
Grób Witolda Bayera na cmentarzu Powązkowskim w Warszawie

Witold Bayer (ur. 9 października 1906 w Warszawie, zm. 31 maja 1992 tamże) – polski prawnik, adwokat, narodowiec (MW, OWP, ONR), żołnierz Związku Jaszczurczego.

## Rodzina i wykształcenie
Był synem handlowców, Edgara i Adeli z domu Bober. Uczęszczał do Gimnazjum im. Mikołaja Reja, a następnie rozpoczął studia na Wydziale Prawa Uniwersytetu Warszawskiego, które ukończył w 1929 roku. Brał udział w kursach: Instytutu Nauk Organizacji Pracy oraz Biura Studiów Międzynarodowych w Genewie.

## Aktywność społeczno-polityczna
Był działaczem, a następnie prezesem Koła Prawników (ta aktywność spotkała się w 1928 roku z uznaniem dziekana Wydziału Prawa). Współuczestniczył w powołaniu do życia Międzynarodowej Konfederacji Studentów i Międzynarodowego Komitetu Studentów Prawa (w tej ostatniej organizacji pełnił funkcję prezesa). Był redaktorem naczelnym pisma „Prawo”, organu Koła Prawników.
Przejawiał również aktywność polityczną – działał w Młodzieży Wszechpolskiej, Obozie Wielkiej Polski i wreszcie w Obozie Narodowo-Radykalnym i Organizacji Polskiej. Z ramienia tej ostatniej struktury pełnił po Julianie Sędku funkcję komisarza na tzw. Terenie Prawniczym, by przejąć kontrolę w organizacjach prawniczych i tam realizować cele polityczne.
Był członkiem Komitetu Organizacyjnego Pielgrzymki Jasnogórskiej, powołanego w lutym 1934. Włączył się w działalność Politycznego Klubu Dyskusyjnego im. J.L. Popławskiego (1939), którego celem było szukanie wpływów wśród środowisk robotniczych i rywalizacja z PPS.

## Praca zawodowa
Po zakończeniu studiów był aplikantem adwokackim u Stanisława Szurleja. W 1935 zorganizował Kongres Naukowy Młodzieży Akademickiej. W 1936 zdał egzamin adwokacki. W 1937 Koło Prawników Studentów UW zaprosiło go na uniwersytet, by wygłosił referat „O przyszłości młodzieży prawniczej”. Brał także udział w dyskusji nt. „Akademicki ruch naukowy w Polsce i nowe drogi jego rozwoju”.

## II wojna światowa
Pomimo niezdolności do służby wojskowej (wada wzroku) zgłosił się do wojska we wrześniu 1939 jako ochotnik. Od samego początku okupacji należał do ścisłego grona tworzącego konspiracyjną Organizację Polską. W grudniu 1939 reprezentował konspiracyjne środowisko narodowo-radykalne w rozmowach ze Służbą Zwycięstwu Polski, którą reprezentował Henryk Józewski. Nie znając jego tożsamości – Bayer skrytykował sanację, wymieniając właśnie nazwisko Józewskiego.
Kontynuacją przedwojennego tzw. Terenu Prawnego (Adwokackiego) ONR był Związek Odbudowy Prawa, skupiający prawników, którego Kierownikiem był Bayer. W ramach struktury były wydawane fachowe periodyki: „Biuletyn Prawniczy” i „Polska Myśl Prawnicza”. Natomiast w ramach Służby Cywilnej Narodu w ramach Wydziału Administracyjno-Prawnego przewodził Sekcji Prawniczej, gdzie przygotowywano kadry osobowe i reformę administracyjną. Jednocześnie z drugiej strony włączył się w tworzenie konspiracyjnych struktur prawników (wchodził w skład Warszawskiej Rady Adwokackiej). Razem z kolegami wspierał materialnie prawników Żydów (pomoc otrzymywali m.in. Stanisław Łazarowicz i Wacław Zybler). Zorganizował konspiracyjne Wydawnictwo Prawnicze. Na początku powstania warszawskiego kierował obroną przeciwlotniczą na ul. Wspólnej. Współpracował również z Departamentem Sprawiedliwości Delegatury Rządu RP na Kraj.

## Okres po II wojnie światowej
Już w 1945 wrócił do pracy adwokackiej, ale w listopadzie 1946 został aresztowany. W 1947 skazany na 3 lata więzienia, został skreślony z listy adwokatów. Po wyjściu na wolność był radcą prawnym („Veritas”, Akademia Sztuk Pięknych w Warszawie, różne spółdzielnie). Wnioskował o przywrócenie na listę adwokatów, co uczyniono (1956). W 1961 został zrehabilitowany.
Był członkiem: Warszawskiej Rady Adwokackiej, Naczelnej Rady Adwokackiej i Prezydium Naczelnej Rady Adwokackiej. Zainicjował lub współinicjował powstanie: Ośrodka Badawczego Adwokatury (obecnie im. Witolda Bayera), Muzeum Adwokatury Polskiej, Słownika Biograficznego Adwokatów Polskich.
Zorganizował sesje naukowe: „Adwokatura w latach 1939–1945” (26–28 listopada 1982) i „Adwokatura w służbie nauki prawa” (7–9 listopada 1986).
Spoczywa na cmentarzu Powązkowskim w Warszawie (kwatera 199, rząd 2, grób 1).

## Odznaczenia
- Złota Odznaka Adwokatury
- Krzyż Kawalerski Orderu Odrodzenia Polski
- Krzyż Oficerski Orderu Odrodzenia Polski
- Odznaka Zasłużony Działacz Kultury
- Złota Odznaka za Opiekę nad Zabytkami

## Publikacje wspomnieniowe
- Samorząd adwokacki w dobie walki z okupacją hitlerowską (przyczynki do dziejów adwokatury polskiej w okresie 1939-1945), „Palestra”, 12, 1968, 11 (131), s. 35-57.
- Polskie Wydawnictwo Prawnicze" w latach okupacji hitlerowskiej (wspomnienia), „Palestra”, 13, 1969, 4 (136), s. 23-30.
- Samorząd adwokacki w dobie walki z okupacji hitlerowskiej: przyczynki do dziejów adwokatury polskiej w okresie 1939-1945 – ciąg dalszy, „Palestra”, 14, 1970, 5 (149), s. 3-9.
- Konspiracyjna organizacja i działalność adwokatury polskiej w okresie okupacji hitlerowskiej : fragmenty, „Palestra”, 27, 1983, 8 (308), s. 19-24.
- Adwokatura polska podczas okupacji hitlerowskiej 1939-1945, „Palestra”, 32, 1988, 11-12 (371-372), s. 75-87.